# Erioptera luteicornis
Erioptera luteicornis är en tvåvingeart som beskrevs av Alexander 1930. Erioptera luteicornis ingår i släktet Erioptera och familjen småharkrankar. Inga underarter finns listade i Catalogue of Life.